# Til·ler de Vilamala
El til·ler de Vilamala és un til·ler (Tilia platyphyllos) que es troba al Clot de Vilamala, al terme de Vilamantells (municipi de Guixers, comarca del Solsonès) i que a causa de la seva grandària ha estat declarat bé patrimonial del municipi de Guixers.